# Ceratinella kenaba
Ceratinella kenaba är en spindelart som beskrevs av Chamberlin 1948. Ceratinella kenaba ingår i släktet Ceratinella och familjen täckvävarspindlar. Inga underarter finns listade i Catalogue of Life.